# Sauropelta
A Sauropelta (görögből σαύρα [gyík] + πελτ [könnyű pajzs], jelentése 'gyíkpajzs') a nodosaurida dinoszauruszok egyik neme, amely a kora kréta korban élt Észak-Amerikában. Egyetlen faja vált ismertté (az S. edwardsorum), de több is létezhetett. Anatómiailag a Sauropelta az egyik legjobban ismert nodosaurida, melynek fosszíliái az Egyesült Államok Wyoming és Montana, valamint feltehetően Utah államaiból kerültek elő. Emellett a nodosauridák legkorábbi ismert neme; maradványainak többségét a 115–110 millió éves Cloverly-formációban fedezték fel.
Közepes méretű nodosaurida volt, a hossza körülbelül 5,2 méter lehetett. A Sauropelta egyedülállóan hosszú farka a teste hosszának mintegy felét érte el. Bár a teste kisebb volt a modern keskenyszájú orrszarvúénál, a tömege ahhoz hasonló lehetett, azaz nagyjából elérte az 1500 kilogrammot. Az extra tömeget nagyrészt a kiterjedt csontos páncélzat eredményezte, amihez a nyakból kiálló jellegzetes hosszú tüskék tartoztak. Páncélzata gyengébb, mint más rokonaié, a farokvégi csontbunkó teljesen hiányzik.

## Anatómia
A Sauropelta nehéz felépítésű négy lábon járó növényevő volt, melynek hossza 5,2 méter körül lehetett. A koponyája a széles hátsó rész és a keskeny pofa miatt felülnézetből háromszöget formáz. Az egyik példány koponyájának legnagyobb szélessége a szemek mögötti ponton eléri a 35 centimétert. Más nodosauridáktól eltérően a koponya teteje nem kupolás volt, hanem jellegzetesen lapos. A koponyatető nagyon megvastagodott, és annyira szorosan összeforrt a felső részén levő lapos, csontos lemezekkel, hogy úgy tűnik, mintha hiányoznának róla a varratok, amelyek láthatók a Panoplosaurus, a Pawpawsaurus, a Silvisaurus és több más ankylosaurus esetében. Ez azonban lehet a megőrződés vagy a preparálás hatása is. Más ankylosaurusokhoz hasonlóan vastag háromszögletű bőrcsontok (scutumok) álltak ki a koponya szem mögötti csontjáról, a szem feletti részről, valamint a szem mögül és alól, a járomcsontból. A nodosauridákra sokkal jellemzőbb tulajdonságként a felső és az alsó állcsontban a növények lemetszésére alkalmas levél alakú fogak sorakoztak. A koponya elülső része nem ismert, de a felső és alsó állcsontokon egyaránt egy éles, csontos taraj (tomium) helyezkedhetett el, ami más anklyosaurusoknál is látható. Ehhez a tarajhoz valószínűleg egy szarucsőr tartozott.

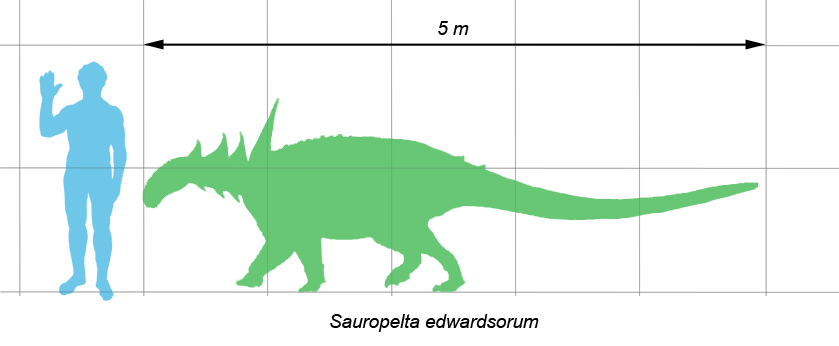
A Sauropelta edwardsorum és az amber méretének összehasonlítása

A Sauropelta farka jellegzetesen hosszú volt, elérte a test hosszának felét. Egy csontváz negyven farokcsigolyával együtt őrződött meg, de egyes darabjai elvesztek, eredeti állapotában ötvennél is több csigolyából állhatott. A farkat teljes hosszában elcsontosodott inak merevítették. Más ankylosaurusokhoz hasonlóan a Sauropelta széles testtel rendelkezett, amelyhez nagyon széles csípő és mellkas tartozott. A mellső lábai rövidebbek voltak a hátsóknál, ezért a háta meghajlott, a legmagasabb pontja a csípő felett helyezkedett el. A tömeg nagy részét az igen szilárd felépítésű lábfejek, lábak, vállak és a csípő tartotta meg. Az amerikai őslénykutató, Ken Carpenter a S. edwardsorum tömegét 1500 kilogrammra becsülte.

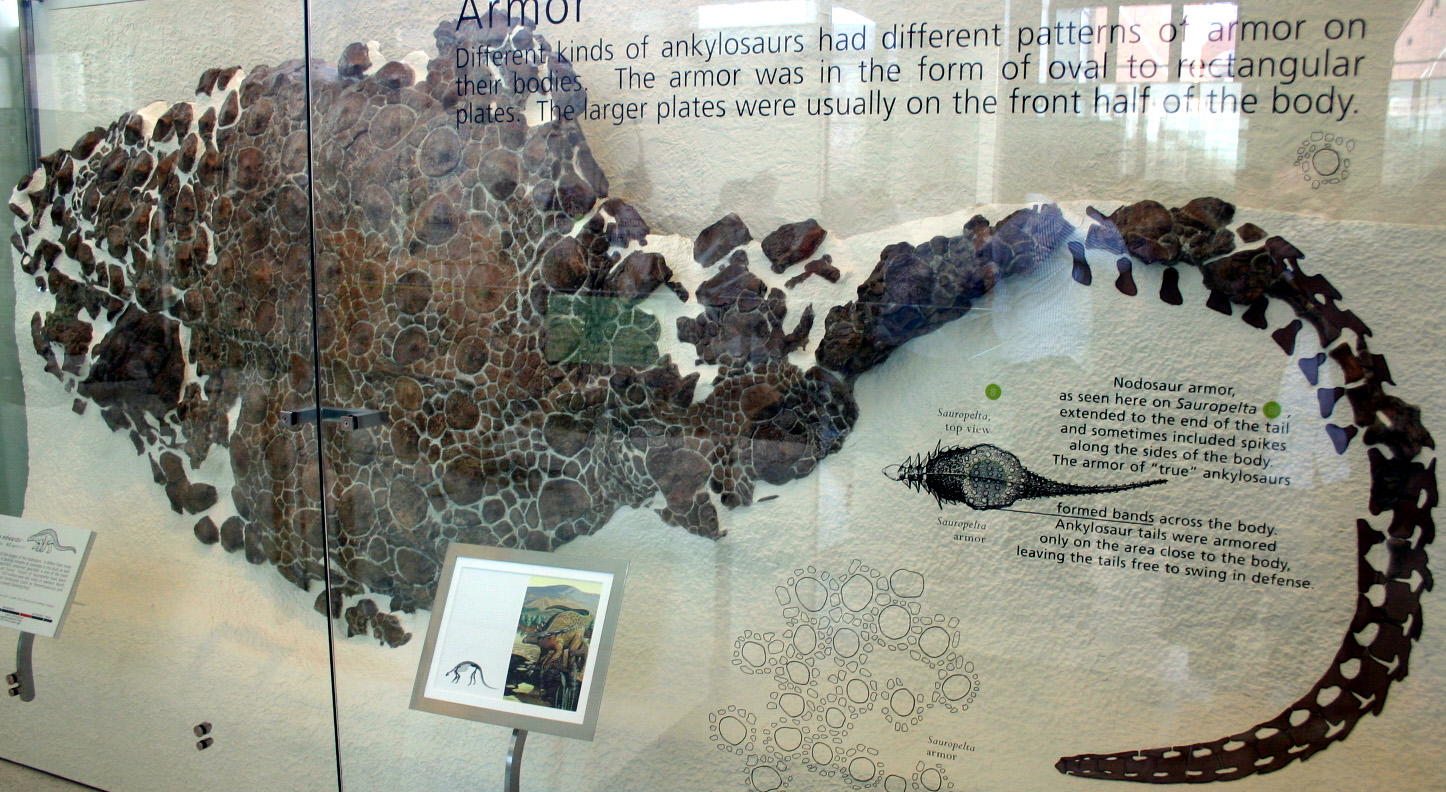
A Sauropelta edwardsi páncélzata az Amerikai Természetrajzi Múzeum (American Museum of Natural History) gyűjteményében

Más nodosauridákhoz hasonlóan a Sauropeltát is a bőrébe ágyazódott csontfelhalmozódások (osteodermek) védték. A csontváz és a testpáncélzat eredeti helyzetben történő felfedezése Carpenter és a többi tudós számára lehetővé tette, hogy pontos leírást készítsenek erről a védelmi rendszerről. A nyak tetején, az anteriorposterior tengely mentén (elölről hátrafelé) párhuzamosan két sor kupolás bőrlemez (scutum) futott végig. A hát és a farok felső felületén a bőrt kis csontos dudorok borították, amik elválasztották egymástól a mediolaterális tengely mentén (oldalról oldalra tartó), párhuzamos sorokban elhelyezkedő nagy kúpos bőrlemezeket. A csípő felett a dudorok és a nagyobb kúpos lemezek szorosan összekapcsolódva egy úgynevezett keresztcsonti pajzsot hoztak létre. Ez a pajzs az olyan ankylosaurusoknál is megtalálható, mint a Polacanthus és az Antarctopelta. A nyakat kétoldalt riasztóan nagy, a váll felé meghosszabbodó, és a test oldalát elérve megrövidülő hegyes nyúlványok szegélyezték, melyek sora a csípőig tartott. A csípő mögött, a farok két oldalán lapos, oldalra (kifelé) irányuló, és a farok vége felé egyre kisebbé váló háromszögletű lemezek voltak. Carpenter a nyak tüskéit és a farok lemezeit eredetileg úgy írta le, mintha kétoldalt, egy-egy sorban helyezkedtek volna el, de később a James Kirklanddel együtt készített rekonstrukción két-két egymás feletti sorban rendezték el ezeket a függelékeket. A nyaktüskék a felső sorban hátrafelé és felfelé álltak, az alsó sorban pedig hátrafelé és kifelé. A nyaktüskék és a faroktüskék az alapjuknál kettesével összeforrtak, nagyban korlátozva a nyak és a farok felső részének mozgathatóságát.

## Osztályozás és rendszertan
Amikor John Ostrom 1970-ben először készített leírást a Sauropeltáról, a Nodosauridae család tagjaként azonosította az állatot. A nodosauridák az Ankylosauridae család tagjaival együtt az Ankylosauria alrendágba tartoznak. A nodosauridák jellemzői között találhatók a koponya olyan jellegzetességei, mint a végén lefelé hajló állkapocs. A nodosauridák pofája keskenyebb volt az ankylosauridákénál, és nem rendelkeztek az ankylosauridák farkán levő buzogánnyal sem. A nodosauridák az ankylosauridákhoz hasonlóan Észak-Amerikában, Ázsiában és Európában is megtalálhatók. Míg a nodosauridák rendszertana (evolúciós kapcsolatai) nem teljesen tisztázottak, a Sauropelta, a Silvisaurus és a Pawpawsaurus nemeket néha bazálisnak tartják a geológiailag későbbi nodosauridákhoz, a Panoplosaurushoz, az Edmontoniához, és az Animantarxhoz képest. Carpenter egy 2001-es elemzésben a három korábbi nemet a három későbbi testvérkládjaként helyezte el, de úgy találta, hogy a Panoplosaurus bármelyik kládhoz tartozhat, attól függően, hogy mely taxonokat és jellemzőket választják.

## Felfedezés és elnevezés
Az 1930-as évek elején az ismert fosszíliavadász és őslénykutató Barnum Brown rátalált a Sauropelta holotípus példányára (az AMNH 3032 azonosítójú részleges csontvázra) a Cloverly-formációban, a Montanai Big Horn megyében. Ez a lelőhely a varjú indián rezervátum területén található. Brown két további példányt is felfedezett (az AMNH 3035 és 3036 azonosítójú leleteket). Az utóbbi, amely a tudomány számára a legjobban megőrződött nodosaurida csontvázként ismert, nagy mennyiségű eredeti helyzetben levő páncélelemmel együtt került elő, és a New York-i Amerikai Természetrajzi Múzeum (American Museum of Natural History) kiállításának részét képezi. Az AMNH 3035 a nyakpáncélzattal és a koponya nagy részével együtt őrződött meg, mindössze a pofája vége veszett el. Az 1960-as években a Yale Egyetem Peabody Természetrajzi Múzeumának ismert őslénykutatója, John Ostrom által vezetett expedíciók további hiányos példányokra bukkantak a Cloverly-formációban. 1970-ben Ostrom létrehozta a Sauropelta nemet a két expedíció által talált leletek számára. A név az ógörög σαυρος / szaürosz 'gyík' és πελτε / pelte 'pajzs' szavak összetételéből származik, és a csontos páncélzatra utal. Bár Ostrom a fajnak eredetileg a S. edwardsi nevet adta, azt George Olshevsky 1991-ben, a latin nyelv szabályainak megfelelően S. edwardsorumra változtatta.
Annak ellenére, hogy a Sauropeltát két évvel korábban elnevezték, 1972-ben zavar támadt, amikor az AMNH 3036-ról készült fénykép címkéjén véletlenül a „Peltosaurus” név jelent meg. Bár Brown sosem publikált nevet vagy leírást a jelenleg Sauropelta edwardsorum néven ismert maradványokkal kapcsolatban, az előadásain és a múzeumi kiállításokon nem hivatalosan a „Peltosaurus” nevet használta. A Peltosaurus nevet azonban már lefoglalták az (aligátorgyíkokat és lábatlangyíkokat tartalmazó) Anguidae család egyik kihalt ágához tartozó észak-amerikai gyíknem számára, és a továbbiakban nem használható dinoszauruszra való hivatkozásként.
1999-ben Carpenter és kollégái leírást készítettek egy nagyméretű nodosaurida leletanyagáról, melyet Utah államban, a Cedar Mountain-formáció egyik tagozatában, a Cloverly-formációval egyidős Poison Strip-homokkőben fedeztek fel. Eredetileg a Sauropelta lehetséges új fajaként hivatkoztak rá, de nevet nem adtak a számára. A későbbi publikációkban Carpenter már nem a Sauropeltához, hanem a Nodosauridae családhoz kapcsolta a Poison Stripben talált fosszíliát.
Az újabb, de még leíratlan leletek közé tartozik egy Montanából, a Cloverly-formációból származó teljes koponya és egy hatalmas töredékes csontváz, amire a utahi Cedar Mountain-formációban találtak rá. Ezekről a felfedezésekről csak kivonatok jelentek meg a Gerinces Őslénytani Társaság (Society of Vertebrate Paleontology) éves konferenciája alkalmából, és némelyikük esetében a hivatalos publikáció talán igazolja majd, hogy a S. edwardsorumhoz vagy a Sauropeltához tartoznak.

## Ősökológia
A Sauropelta a legkorábbi ismert nodosauridanem. A S. edwardsorum összes példányát a Cloverly-formáció középső, kora kréta kori, késő apti–kora albai alkorszakokhoz tartozó, 115–110 millió éves részén, Wyomingban és Montanában találták meg. A Sauropelta a nyugaton emelkedő alacsony hegyekből származó üledéket hordozó, és az északra, illetve keletre fekvő sekély beltengerbe ömlő folyók mentén levő nagy kiterjedésű ártereken élt. A folyók időszakos áradásai friss, sáros üledékkel fedték be a környező síkságokat, létrehozva a Cloverly-formációt és betemetve az állatok maradványait, melyek egy része fosszilizálódott. A Cloverly kialakulásának végén a sekély tenger elöntötte az egész területet, és a Nyugati Belső Víziutat létrehozva két részre osztotta fel Észak-Amerikát. A tűlevelű fák bőséges fosszíliái arra utalnak, hogy ezeket a síkságokat erdők borították. A fűfélék csak a kréta időszak végén fejlődtek ki, ezért a Sauropelta és a többi kora kréta kori növényevő dinoszaurusz különféle tűlevelűekkel és cikászokkal táplálkozhatott. A Sauropeltához hasonló nodosauridák pofája keskeny volt, ami a mai állatok közül azokra jellemző, amelyek a széles szájú legelőktől eltérően megválogatják a táplálékukat.
Bár a Sauropelta a Clovely növényevő guildjének fontos részét képezte, a kor leggyakoribb növényevő dinoszaurusza egy nagyobb méretű ornithopoda, a Tenontosaurus volt. A kisebb ornithopodák közé tartozó Zephyrosaurus, a ritka titanosaurus sauropodák és egy beazonosítatlan ornithomimosaurus szintén a Sauropelta mellett éltek. E növényevők egy részével táplálkozhatott a dromaeosaurida theropoda, a Deinonychus, melynek nagy mennyiségben szétszóródott fogai azt jelzik, hogy gyakran előfordult errefelé. A kis bazális oviraptorosaurus, a Microvenator kisebb zsákmányra vadászott, a Cloverly csúcsragadozóinak szerepét pedig a nagy allosaurida theropodák töltötték be. E dinoszauruszok csak töredékek alapján ismertek, de a délebbre, a mai Texas és Oklahoma területén élt Acrocanthosaurus rokonságába tartozhattak. A Cloverly területén tüdőshalak, eutriconodonta emlősök és különféle teknősök is éltek, a folyókban, tavakban és mocsarakban pedig krokodilok portyáztak, bizonyítva, hogy az éghajlat egész évben meleg volt. A késő jura kori faunát az allosauroideák, a stegosaurusok és a különféle óriás sauropodák uralták, melyeket a kora kréta idején a dromaeosauridák, az ornithopodák és a Sauropeltához hasonló nodosauridák váltottak fel. A Cloverly letűnése után az ázsiai dinoszauruszok, köztük a tyrannosauridák, a ceratopsiák és az ankylosauridák hulláma árasztotta el Észak-Amerika nyugati felét, kialakítva a késő kréta kor vegyes faunáját.

## Fordítás
Ez a szócikk részben vagy egészben a Sauropelta című angol Wikipédia-szócikk ezen változatának fordításán alapul.  Az eredeti cikk szerkesztőit annak laptörténete sorolja fel. Ez a jelzés csupán a megfogalmazás eredetét és a szerzői jogokat jelzi, nem szolgál a cikkben szereplő információk forrásmegjelöléseként.